# Nanda Parbat
Nanda Parbat es una ciudad ficticia en el universo DC Comics. Nanda Parbat apareció por primera vez en Strange Adventures #205 (octubre de 1967), y fue creado por Arnold Drake y Carmine Infantino, los creadores de Deadman.

## Historia
Diseñado a partir de la ficción Shangri-La y el real Nanga Parbat en Pakistán, Nanda Parbat es una ciudad oculta situada en las montañas de Tíbet; que se dice que es un lugar de sanación e iluminación custodiado por la figura de la diosa Rama Kushna y sus monjes. Al igual que en Shangri-La, el tiempo se mueve de forma diferente en Nanda Parbat. Sus visitantes son a menudo capaces de conservar su juventud muchas décadas después de su llegada y sin embargo, pueden dejar Nanda Parbat para ver qué ha pasado en el mundo exterior durante ese tiempo.
Rama Kushna es más famoso por ser la entidad responsable de convertir al acróbata Boston Brand en el Deadman fantasmal. Como su agente espiritual, Boston Brand vaga por la tierra poseyendo los cuerpos de los vivos y haciendo buenas obras, con la esperanza de encontrar el acceso eventual al paraíso. Deadman ha vuelto a Nanda Parbat, en ocasiones, para defenderla contra los atacantes, como El Sensei, de la Liga de Asesinos, un anciano guerrero a la vez poseído por Jonás, otro exagente de Rama.

### Mapa Invisible
En la historia "La Resurrección de Ra's al Ghul", escrita por Grant Morrison y Paul Dini, se utilizó un mapa, una "hoja invisible", para llegar a este lugar. La llamada "hoja invisible" está supuestamente formada por siete piezas, entre ellas un tatuaje, un trozo de pergamino, un poema y una marca de nacimiento.

### Apariciones más relevantes
Rama Kushna y Nanda Parbat también han desempeñado un papel en la vida de otros personajes de DC Comics:
- En Nanda Parbat vivió Judomaster antes de incorporarse al equipo conocido como el  L.A.W Es la responsable de que permanezca tan joven como lo había sido en la década de 1940.
- El Vengador Carmesí pasó un tiempo en Nanda Parbat, tratando de entender el significado de los actos de violencia sin sentido que había presenciado durante la Primera Guerra Mundial. Durante su convalecencia, recibió una visión del futuro y fue testigo de la muerte de Superman (como se muestra en la Edad de Oro Secret Files # 1).
- Durante una visita a Nanda Parbat, Deadman volvió brevemente a su forma humana y fue infectado por la Sensei con un veneno que lo hizo sugestionable. Cuando regresó a su estado fantasmal, uno de los hombres del Sensei envió a Deadman a atacar a Batman mientras Sensei y la Liga se preparaban para destruir Nanda Parbat. Batman convenció a Deadman de que los llevase a él y al hermano de Boston, Cleve, a Nanda Parbat, y así Batman y Cleve salvaron la ciudad y descubrieron el antídoto para el veneno.

## En otros medios

### Televisión

#### Acción en vivo
- En el episodio Dead to Rights de la serie de televisión Arrow, Malcolm Merlyn revela que, durante su desaparición de dos años tras el asesinato de su esposa, se encontró con un hombre en Nanda Parbat que lo ayudó a encontrar un propósito para su vida, lo que implica también que fue allí donde aprendió sus habilidades de combate. En la segunda temporada, revelan que allí se encuentra la Liga de los Asesinos, y confirman que Ra's Al Ghul era el hombre que había que entrenar. También confirman la formación de Sara Lance, dando lugar a que se convirtiera en la encarnación de la serie de Canario Negro.

#### Animado
- Durante la tercera temporada, en el sexto episodio "Venganzas Mortales" de la serie animada  Liga de la Justicia Ilimitada, Batman revela que él estudió con un maestro de artes marciales en un monasterio de Nanda Parbat. Por otro lado luego de que la sociedad secreta de supervillanos llegara al templo en busca del corazón de Nanda Parbat, los monjes luchan contra ellos pero son derrotados, y el "Maestro" es asesinado, Deadman solicita la ayuda de Batman, Superman y Mujer Maravilla para vengar el asesinato del maestro de artes marciales, aparentemente se ve que todos los monjes murieron, pero en realidad solo siguen vivos solo que sus almas fueron tomadas dentro una esfera que es el corazón de Nanda Parbat.